# 马丁·比尔巴赫
马丁·比尔巴赫（德語：Martin Bierbach，1926年11月30日—1984年4月9日），德国外交官，曾任东德驻华大使等职务。